# Abdul Azim Aliyas
Abdul Azim Aliyas, né le 10 octobre 2002 dans l'État de Selangor, est un coureur cycliste malaisien.

## Biographie
En 2019, Abdul Azim Aliyas termine deuxième de la course au points aux championnats d'Asie sur piste juniors (moins de 19 ans). Il participe aussi au Tour de DMZ, une manche de la Coupe des Nations Juniors. L'année suivante, il termine troisième du championnat de Malaisie du contre-la-montre juniors. 
En 2021, il finit de nouveau troisième du championnat de Malaisie de l'épreuve chronométrée en 2021, mais chez les espoirs (moins de 23 ans). La même année, il représente son pays dans diverses épreuves de la Coupe des Nations. Il intègre ensuite l'équipe continentale Kuwait en 2022,. Toujours actif sur piste, il participe aux Jeux de la solidarité islamique, mais aussi aux championnats d'Asie, où il se classe cinquième de la course aux points et septième de l'américaine. Il s'impose par ailleurs sur une épreuve sur piste en Australie. 
Lors de la saison 2023, il devient champion de Malaisie de l'américaine, aux côtés de son compatriote Zulhelmi Zainal. On le retrouve aussi au départ de diverses compétitions sur route en Europe, en particulier dans des épreuves régionales belges. En septembre, il termine septième de l'omnium et de l'américaine aux Jeux asiatiques. Il obtient par ailleurs plusieurs victoires dans des courses nationales en Malaisie. 

## Palmarès sur route
- 2020
  - 3e du championnat de Malaisie du contre-la-montre juniors
- 2021
  - 3e du championnat de Malaisie du contre-la-montre espoirs
- 2023
  - 5e étape du Tour Gateh d'Tranung
  - 2e étape du Jelajah Negeri Sembilan

## Palmarès sur piste

### Championnats d'Asie
- Jakarta 2019
  -  Médaillé d'argent de la course aux points juniors

### Championnats nationaux
- 2023
  -  Champion de Malaisie de l'américaine (avec Zulhelmi Zainal)
  - 2e du championnat de Malaisie de l'omnium
- 2024
  - 2e du championnat de Malaisie de poursuite[4]
- 2025[5]
  -  Champion de Malaisie de l'américaine (avec Muhammad Hafiq Mohd Jafri)
  - 2e du championnat de Malaisie de poursuite
  - 2e du championnat de Malaisie de l'omnium
  - 3e du championnat de Malaisie de course aux points